# العلاقات المغربية الغيانية
العلاقات المغربية الغيانية هي العلاقات الثنائية التي تجمع بين المغرب وغيانا.

## مقارنة بين البلدين
هذه مقارنة عامة ومرجعية للدولتين:
| وجه المقارنة                                              | المغرب                                 | غيانا        |
| --------------------------------------------------------- | -------------------------------------- | ------------ |
| المساحة (كم2)                                             | 710.85 ألف                             | 214.97 ألف   |
| عدد السكان (نسمة)                                         | 36.07 مليون                            | 777.86 ألف   |
| الكثافة السكانية (ن./كم²)                                 | 50.74                                  | 3.62         |
| العاصمة                                                   | الرباط                                 | جورج تاون    |
| اللغة الرسمية                                             | اللغة العربية، أمازيغية معيارية مغربية | لغة إنجليزية |
| العملة                                                    | درهم مغربي                             | دولار غياني  |
| الناتج المحلي الإجمالي (بليون دولار)                      | 109.14 مليار                           | 3.68 مليار   |
| الناتج المحلي الإجمالي (تعادل القوة الشرائية) بليون دولار | 274.06 مليار                           | 5.77 مليار   |
| الناتج المحلي الإجمالي الاسمي للفرد دولار أمريكي          | 2.88 ألف                               | 4.13 ألف     |
| الناتج المحلي الإجمالي للفرد دولار أمريكي                 | 7.49 ألف                               |              |
| مؤشر التنمية البشرية                                      | 0.628                                  |              |
| رمز المكالمات الدولي                                      | +212                                   | +592         |
| رمز الإنترنت                                              | .ma                                    | .gy          |
| المنطقة الزمنية                                           | ت ع م+01:00                            | 00           |

## منظمات دولية مشتركة
يشترك البلدان في عضوية مجموعة من المنظمات الدولية، منها:
| علم المنظمة | اسم المنظمة                               | تاريخ انضمام المغرب | تاريخ انضمام غيانا |
| ----------- | ----------------------------------------- | ------------------- | ------------------ |
|             | مؤسسة التنمية الدولية                     | 29 ديسمبر 1960      | 4 يناير 1967       |
|             | يونسكو                                    | 7 نوفمبر 1956       | 21 مارس 1967       |
|             | وكالة ضمان الاستثمار متعدد الأطراف        | 17 سبتمبر 1992      | 18 يناير 1989      |
|             | الأمم المتحدة                             | 12 نوفمبر 1956      | 20 سبتمبر 1966     |
|             | الاتحاد البريدي العالمي                   | ?                   | ?                  |
|             | البنك الدولي للإنشاء والتعمير             | 25 أبريل 1958       | 26 سبتمبر 1966     |
|             | الاتحاد الدولي للاتصالات                  | 1 نوفمبر 1956       | 8 مارس 1967        |
|             | منظمة حظر الأسلحة الكيميائية              | ?                   | ?                  |
|             | مؤسسة التمويل الدولية                     | 30 أغسطس 1962       | 4 يناير 1967       |
|             | المركز الدولي لتسوية المنازعات الاستشارية | 10 يونيو 1967       | 10 أغسطس 1969      |
|             | منظمة التجارة العالمية                    | 1995                | ?                  |
|             | منظمة الشرطة الجنائية الدولية             | ?                   | ?                  |

## وصلات خارجية
- موقع وزارة الخارجية المغربية
- موقع وزارة الخارجية الغيانية